# Darga (Trope)
| ֽ | Sof pasuq       |  | ֑   | Etnachta            |
| ֶ | Segol (Trope)   |  | ֓ ׀ | Schalschelet gedola |
| ֔ | Zaqef qaton     |  | ֕   | Zakef gadol         |
| ֗ | Rewia           |  | ֖   | Tipcha              |
| ֮ | Zarqa (Trope)   |  | ֙   | Paschta             |
| ֚ | Jetiw           |  | ֛   | Tewir               |
| ֜ | Geresch (Trope) |  |    | Gerschajim (Trope)  |
| ֡ | Pazer           |  | ֟   | Qarne para          |
| ֠ | Telischa gedola |  | ֣ ׀ | Munach Legarmeh     |

| ֣ | Munach           |  | ֤ | Mahpach         |
| ֥ | Mercha           |  | ֦ | Mercha kefula   |
| ֧ | Darga (Trope)    |  | ֨ | Qadma           |
| ֩ | Telischa qetanna |  | ֪ | Jerach ben jomo |
| ֖ | Majela (Trope)   |  |  |                 |

Darga ◌֧ hebräisch דַּרְגָּא ist eine Trope in der jüdischen Liturgie und zählt zu den biblischen Satz-, Betonungs- und Kantillationszeichen Teamim, die im Tanach erscheinen.

## Bezeichnungen
| Trope                                                                          |
| ------------------------------------------------------------------------------ |
| von altgriechisch τρόπος tropos über jiddisch טראָפּ trop dt.: Betonung, Melodie |

Eine Übersetzung des Wortes דַּרְגָּ֧א ist nicht belegt. Die Bezeichnung folgt dabei der aschkenasischen, sephardischen und italienischen Tradition. In der jemenitischen Tradition wird es Dirjo genannt.

## Symbol
Das Symbol für Darga ähnelt dem gespiegelten Buchstaben Z. Es erscheint unter dem ersten Buchstaben der betonten Silbe.

## Grammatik
Darga ist ein konjunktives Betonungszeichen, das häufig vor Tewir auftaucht. Es kommt außerdem als zweiter Verbinder vor Rewia oder Tipcha vor, wobei immer ein zusätzlicher Verbinder dazwischen steht.

### Darga und Tewir
| Tewir | Darga |
| ----- | ----- |
| ◌֛     | ◌֧     |

Die Trope Darga wird häufig innerhalb der Tewir-Gruppe eingesetzt. Meistens steht die Trope Darga vor Tewir. Darga vor Tewir wird durch Munach ersetzt, wenn die Betonung auf zwei Worten liegt, die eng miteinander verbunden sind.

### Darga und Mercha kefula
| Mercha kefula | Darga |
| ------------- | ----- |
| ◌֦             | ◌֧     |

Die Trope Darga kann in seltenen Fällen vor der Trope Mercha kefula stehen.

### Darga, Munach Legarmeh, Rewia
| Rewia | Munach Legarmeh | Darga |
| ----- | --------------- | ----- |
| ◌֗     | ◌֣ ׀             | ◌֧     |

Der Trope Darga kann auch am Ende eines Rewia-Segments vor einem Munach Legarmeh erscheinen.

### Vorkommen
| Teil des Tanach | Darga |
| --------------- | ----- |
| Tora            | 1091  |
| Nevi’im         | 1549  |
| Ketuvim         | 637   |
| Gesamt          | 3277  |

Die Tabelle zeigt das Vorkommen von Darga in den 21 Büchern.